# Łączka (powiat siedlecki)
Łączka – wieś w Polsce położona w województwie mazowieckim, w powiecie siedleckim, w gminie Kotuń. Ma status sołectwa.
Wierni Kościoła rzymskokatolickiego należą do parafii Świętej Trójcy w Żeliszewie Podkościelnym.
W latach 1975–1998 miejscowość należała administracyjnie do województwa siedleckiego.
W grudniu 1947 roku oddział Narodowych Sił Zbrojnych Zygmunta Jezierskiego przeprowadził akcję na miejscowy posterunek Milicji Obywatelskiej.